# FC Rodalben
Der Fußballclub e. V. FC Rodalben 1906 ist ein Fußballverein aus der rheinland-pfälzischen Kleinstadt Rodalben.

## Geschichte
Der Verein wurde 1906 in der ehemaligen Brauerei Ferdinand Bendel gegründet. 1912 erhielt er seinen eigenen Sportplatz, der sich an der Zweibrücker Straße befand. Während des Zweiten Weltkriegs konnte der Verein seinen Spielbetrieb noch bis 1941 aufrechterhalten. Durch ein Militärdekret musste der Klub zusammen mit allen anderen Sportvereinen zu einer Spielgemeinschaft zusammengefasst werden, wodurch er erst nach dem Zweiten Weltkrieg wieder selbständig agieren konnte.
1961 stieg der FC Rodalben in die 1. Amateurliga Südwest auf, was als größter Erfolg der Vereinsgeschichte gilt. Einige Jahre später geriet der Verein jedoch in eine Krise. Da ein Spieler keine Spielberechtigung besessen hatte, wurden dem Verein am Saisonende 1965/66 Punkte abgezogen, wodurch er absteigen musste. 1969 gelang der Wiederaufstieg.
Als Aufsteiger etablierte man sich sofort wieder in der Spitzengruppe der Amateurliga. In der Saison 1971/72 wurde der FC Rodalben Vizemeister und qualifizierte sich dadurch für die Deutsche Fußball-Amateurmeisterschaft 1972. 1974 gewann er den Südwestpokal, womit er sich für den DFB-Pokal 1974/75 qualifizierte. Dort unterlag er jedoch bereits in der ersten Runde dem TSV Taunusstein-Bleidenstadt, der ebenfalls im Amateurbereich spielte, mit 1:2 nach Verlängerung.
In den Folgejahren wurde der Verein in tiefere Amateurklassen durchgereicht, sodass er zuletzt in der Kreisliga Pirmasens/Zweibrücken spielte. In der Saison 2010/11 schaffte der FC Rodalben als Meister den Aufstieg in die Bezirksklasse Westpfalz.
Zur Saison 2015/16 meldete der FC Rodalben seine aktive Herrenmannschaft vom Spielbetrieb ab.
In der Saison 2016/17 meldete der FC Rodalben unter neuer Führung eine neue 1. Mannschaft in der C-Klasse Ost an, in welcher man nach einer dominanten Runde die Meisterschaft und somit den Aufstieg in die B-Klasse schaffte. Der FC setzte sich das Ziel, in den nächsten Jahren die A-Klasse zu erreichen. Auch die Jugendarbeit erlebte in den letzten Jahren einen starken Aufschwung. Man hat alle Jugenden teils mit Spielgemeinschaften besetzt. Fast 200 Jungen und Mädchen bilden in den Jugenden das Herz des Vereins.